# Bilbilicallia
Bilbilicallia är ett släkte av insekter. Bilbilicallia ingår i familjen sköldstritar.
Kladogram enligt Catalogue of Life:
| Bilbilicallia | \| \| Bilbilicallia bifasciata \| \| \| \| \| \| Bilbilicallia laevior \| \| \| \| \| \| Bilbilicallia livida \| \| \| \| |
|               | \| \| Bilbilicallia bifasciata \| \| \| \| \| \| Bilbilicallia laevior \| \| \| \| \| \| Bilbilicallia livida \| \| \| \| |
|               | Bilbilicallia bifasciata                                                                                                  |
|               | |
|               | Bilbilicallia laevior |
|               | |
|               | Bilbilicallia livida |
|               | |